# 김은우 (배우)
김은우(1982년 10월 23일 ~ )는 대한민국의 배우이다.

## 학력
- 청운대학교 방송연기학과

## 출연작

### 영화
- 《널 기다리며》 (2016년) - 강력2팀 형사 1 역
- 《장가네 목장》 (2021)

### 드라마
- 《가족계획》 (2024년, 쿠팡플레이) - 오만중 역
- 《연인》 (2023년, MBC) - 마부대 역
- 《소년심판》 (2022년, 넷플릭스) - 심은석과 1년동안 같이 근무한 판사 역
- 《장미맨션》 (2022년, TVING) - 국과수 부검의 역
- 《이렇게 된 이상 청와대로 간다》 (2021년, waave) – 장인규 역
- 《검은 태양》 (2021년, MBC) – 표재규 역
- 《그녀의 사생활》 (2019년, tvN) – 박실장 역
- 《라이브》 (2018년, tvN) – 감찰 역
- 《명불허전》 (2017년, tvN) – 최경장 역

### 연극
- 《여름은 덥고, 겨울은 길다》
- 《해방의 서울》
- 《분노하세요!》
- 《골목길 햄릿》
- 《페스트》
- 《죽이 되든, 밥이 되든》
- 《백조의 호수》
- 《엄사장은 살아있다》
- 《속살》
- 《백돌비가》
- 《로미오와 줄리엣》
- 《햄릿》
- 《만주전선》
- 《펀치펀치》
- 《명성황후》
- 《두 번째태양》
- 《화랑세기》
- 《시민 우필봉》

### 뮤지컬
- 《영웅본색》
- 《뮤지컬 밑바닥에서》
- 《보니앤클라이드》

## 수상
- 2020년 제56회 동아연극상 유인촌신인연기상